# Alberto Barros dos Santos
Alberto Barros dos Santos, conhecido como Alberto (Teresina, 21 de janeiro de 1988), é um futebolista brasileiro que atua na posição de volante, atualmente defende o Esporte Clube São José.

## Carreira
Jogador foi revelado pelo Ríver, onde passou 3 temporadas e fez bons campeonato, ganhando o Piauiense 2007 e a Copa Piauí 2006. Após bons campeonatos pelo Ríver, foi contratado pelo Náutico, não foi bem e acabou saindo do clube pernambucano. Em 2009 fechou com o Ferroviário, segundo clube que tem as cores branco, vermelho e preto da sua carreira, passou duas temporadas no time cearense, passagem boa, que o levou ao Guarany para a disputa da Série D 2010, que levou o time ao título, 1° vez que trabalhou com o treinador Oliveira Canindé. Após bom campeonato fechou com o Cruzeiro-RS para disputar o Gauchão, depois de duas temporadas, continuou no Rio Grande do Sul mais não no Cruzeiro-RS , mas no Juventude, não teve uma boa passagem e acabou voltando pro Cruzeiro-RS. Oliveira Canindé fechou com o Campinense e levou Alberto para o clube, e mais um título, a heroica conquista da Copa do Nordeste 2013. No Paraibano péssima campanha do clube, o que acabou deixando o clube fora de todas as séries do brasileirão, com isso, fechou com o Guarany de Sobral para a disputa da Série D, com uma campanha regular, foi chamado pelo Novo Hamburgo para a disputa do Gauchão fez um excelente passagem, e foi chamado pelo Santa Cruz, terceiro time com as cores branco, vermelho e preto de sua carreira, para a disputa da Série B, maior clube de toda sua carreira, maior desafio do jogador, o treinador, novamente Oliveira Canindé, tinha acabado de chegar no Tricolor do Arruda e trouxe seu jogador de confiança. Sua estreia pelo Santa Cruz foi na vitória contra o Ceará por 2x0 fora de casa pelo segundo turno da Série B de 2014.

## Títulos
Ríver-PI
- Copa Piauí: 2006
- Campeonato Piauiense: 2007

Guarany de Sobral
- Série D: 2010

Juventude
- Copa FGF: 2012

Campinense
- Copa do Nordeste: 2013

Novo Hamburgo
- Copa FGF: 2013

Remo
- Campeonato Paraense: 2015